# Emmanuel Bitanga
Emmanuel Bitanga, född 5 november 1953, död 9 december 2008, var en friidrottare från Kamerun. Han deltog vid olympiska sommarspelen 1980 och olympiska sommarspelen 1984.